# شعبان لوي عليا
شعبان‌ لوي عليا هي قرية في مقاطعة خوي، إيران. عدد سكان هذه القرية هو 267 في سنة 2006.